# حلم الشباب (مسلسل)
 حلم الشباب  مسلسل كوري تم إنتاجه في عام 2011
تبدأ أحداث الثاني من المسلسل الكوري حلم الشباب بعد تعرض مدرسة كيرين للإفلاس وقيام شركة «أوز» بشرائها والإستحواز عليها ووضع قوانين أشد صرامة على الدراسة بها.
ويتناول المسلسل كذلك الحياة الخاصة بمجموعة من الطلاب الذين يحلمون بأن يصبحوا نجوم غناء عن طريق الالتحاق بمدرسة كيرين، تم عرض الجزء الأول في 2011 وأبرز شخصياته هم "كو هي مي و"سونغ سام دونغ " و"جين كوك ".

## القصة
كو هي مي فتاة ذات موهبة غنائية كان حلمها بأن تكون مغنية كلاسيكية وتلتحق بمدرسة جوليارد في أمريكا لكن والدها أفلس وهرب إلى كندا وترك ديونه في كوريا وبدء صاحب الدين يبتزها فيجبرها على الدخول إلى مدرسة كيرين مع صديقتها المفضلة بيك هي فتتعاركان هناك، ويلتقيها الشاب الريفي سونغ سام دونغ في الريف فيتبعها إلى مدرسة كيرين للفنون والراقص جين كوك الذي يعاني مشاكل مع والده بسبب السفر يدخل إلى مدرسة كيرين، يتم قبولهم قبولاً مشروطاً فيدخلون في صف القبول وهو أدنى صف في المدرسة، وتنضم بيل سوك معهم في صف القبول رغم تجاوزها الاختبار بنجاح، لكنها تدخل بسبب سمنها ويجتاز جايسون الطآلب الأول وبيك هي الاختبار، وتدور المغامرات والأحداث وتكتر المشاكل فهل سيحققون حلمهم وتكون النهاية سعيدة، أم ستواجههم العقبات ويخسرون احدهم أو اصوآتهم.

## الجوائز
- الجائزة الخاصة للدراما الاجنبية في مهرجان الدراما الدولي في طوكيو 2011

## وصلات خارجية
- الحلم السامي على موقع IMDb (الإنجليزية)
- الحلم السامي على موقع نتفليكس (الإنجليزية)
- الحلم السامي على موقع فيلمافينيتي (الإسبانية)
- الحلم السامي على موقع كينوبويسك (الروسية)
- الحلم السامي على موقع قاعدة بيانات الفيلم (الإنجليزية)